# Химки (женский футбольный клуб)
«Химки» — ранее существовавший российский женский футбольный клуб из города Химки Московской области. В профессиональном футболе провёл один сезон в 2007 году.

## История
Клуб был создан в начале 2007 года и сразу получил место в Высшем дивизионе России, где занял место другой подмосковной команды — реутовского «Приалита», чьи владельцы решили перевести команду в любительские соревнования. Основу «Химок» составили бывшие футболистки «Приалита» во главе с тренером Алексеем Корягиным.
В Чемпионате России 2007 года клуб занял четвёртое место, отстав на два очка от другого подмосковного клуба — ногинской «Надежды». В 16 матчах команда одержала 9 побед и 7 раз проиграла. Самая крупная победа одержана над петербургской «Авророй» (4:0), самое крупное поражение клуб потерпел от подмосковной «Россиянки» (0:6). Лучшим бомбардиром клуба стала Кристина Анохина (7 голов). В список 33-х лучших в сезоне 2007 года включены две футболистки «Химок», обе под № 3 — защитница Наталья Саратовцева и полузащитница Светлана Цидикова.
В Кубке России 2007 года «Химки» стали полуфиналистом. На стадии 1/8 финала был побеждён московский «ШВСМ Измайлово», а в 1/4 финала — ногинская «Надежда», оба раза в серии пенальти. В полуфинале клуб уступил будущему победителю пермской «Звезде-2005» (0:2, 0:3).
По окончании сезона 2007 года клуб прекратил существование.
Химки-УОР
10 апреля 2021 года клуб «Химки» совместно с «УОР-2» (Звенигород), выступавшим в Первой лиге 2020, объявил о создании женской команды «Химки-УОР №2», которая заявилась в Чемпионат Московской области.

## Тренеры
- Корягин, Алексей Александрович (2007)
- Князев, Игорь Вячеславович (2007, и. о.)

## Достижения

### Титульные
- 4-е место Чемпионата России 2007 года
- 1/2 финала Кубка России 2007 года

### Матчевые
- 4:0 — самая крупная победа клуба в Чемпионате России (в матче «Химки» — «Аврора», 23 мая 2007)
- 0:6 — самое крупное поражение клуба в Чемпионате России (в матче «Россиянка» — «Химки», 22 сентября 2007)
- 0:3 — самое крупное поражение клуба в Кубке России (в матче «Звезда-2005» — «Химки», 22 июля 2007)

## Статистика выступлений
без учёта мячей забитых в сериях послематчевых пенальти
с учётом технических результатов

| Сезон | Чемпионат России | Чемпионат России | Чемпионат России | Чемпионат России | Чемпионат России | Чемпионат России | Чемпионат России | Чемпионат России | Чемпионат России | Чемпионат России | Кубок    | Источники |
| Сезон | Дивизион         | Место            | И                | В                | Н                | П                | МЗ               | МП               | РМ               | О                | Кубок    | Источники |
| ----- | ---------------- | ---------------- | ---------------- | ---------------- | ---------------- | ---------------- | ---------------- | ---------------- | ---------------- | ---------------- | -------- | --------- |
| 2007  | Высший дивизион  | 4 из 9           | 16               | 9                | 0                | 7                | 30               | 29               | +1               | 27               | ½ финала | [ 3 ]     |

1. ↑  после сезона 2007 «Химки» прекратили существование в межсезонье

Кубок России

без учёта мячей забитых в сериях послематчевых пенальти
без учёта технических результатов

| Сезон | Кубок России | Кубок России | Кубок России | Кубок России | Кубок России | Кубок России | Кубок России | Кубок России |
| Сезон | И            | В            | Н            | П            | МЗ           | МП           | РМ           | Итог         |
| ----- | ------------ | ------------ | ------------ | ------------ | ------------ | ------------ | ------------ | ------------ |
| 2007  | 4            | 0            | 2            | 2            | 2            | 7            | -5           | ½ финала     |